# Qardaha
Qardaha (anche al-Qardāhah)  è una cittadina della Siria, posta sulle montagne che circondano Laodicea.
Oltre all'aeroporto civile di Latakia, in città si trova i resti del mausoleo di Hafiz al-Asad e del figlio Basil al-Asad.